# Nseng-Nlong III
Nseng-Nlong III est un village du Cameroun, situé dans la commune de Mbalmayo, le département du Nyong-et-So'o et la région du Centre.

## Population
En 1963, Nseng-Nlong III comptait 143 habitants, principalement des Bané. Lors du recensement de 2005, on y a dénombré 237 personnes.